# Piñeira (Ribadeo)
Piñeira (llamada oficialmente San Xoán de Piñeira) es una parroquia española del municipio de Ribadeo, en la provincia de Lugo, Galicia.

## Otras denominaciones
La parroquia también es conocida por el nombre de San Juan de Piñeira.

## Localización
La parroquia está localizada al oeste del centro de Ribadeo, entre Villaselán y Rinlo. 

## Organización territorial
La parroquia está formada por once entidades de población, constando diez de ellas en el nomenclátor del Instituto Nacional de Estadística español:
- Alto dos Pinos (O Alto dos Pinos)
- Arelongo
- Barreiro
- Cruces (As Cruces)
- Dompiñor
- Eirexa (A Eirexa)
- Folgosa
- Morgullón (O Morgullón)
- Outeiro (O Outeiro)
- Río
- Vilar

## Demografía
| Gráfica de evolución demográfica de Piñeira entre 2000 y 2020 |
|                                                               |
| Datos según el nomenclátor publicado por el INE.              |